# テレビ照明
テレビ照明（テレビしょうめい、Television Lighting）とは、演出照明に分類される映像照明の1ジャンルである。テレビメディアで放送されることを主目的に、ビデオカメラで撮像され、テレビ受像器で受像されるまでの工程で、プリ・プロダクションでの照明作業を一般に、テレビ照明と呼ぶ。映画館で上映されることを目的に制作された映画をテレシネした後にテレビで放送した場合などは、その映画作品における照明作業はテレビ照明と呼ばず、映画照明と呼ばれる。舞台中継番組、アニメーションなども同様である。

## 特徴
テレビ照明には、映画、舞台のそれと比較し、さまざまな特徴がある。
ダイナミックレンジの特徴
映画に比べラチチュードが小さく、舞台に比べ輝度バランスが小さい。これはビデオカメラの特性である。そのため、テレビ照明では画面上の明るい所と暗い所の差が輝度的に小さいのが特徴である。映像ダイナミックレンジをテレビ方式的に範囲内に納めるためには、輝度変化量は映画でのフィルムなどに比べ、かなり小さい。
マルチカメラ的な照明技法
テレビ撮影では、カメラを複数台使用したマルチカメラ方式が一般的である。映画撮影のように1台のカメラで撮影していくやり方と違い、様々なアングルで短時間に収録を行う。そのため、様々な角度、カメラでも撮影できるように照明することが必要となってくる。これがテレビ照明の大きな特徴である。

## 照明スタッフ
テレビ照明はビデオカメラで撮影されることが前提である。そのため、ビデオカメラ、テレビ受像器の特性はもとより、テレビ方式への知識が要求される。人間の目の特性、テレビの映像ダイナミックレンジ、ラチチュード、色再現性など、工学的知識、また、効果的な照明演出をするための心理的、生理的知識など、さらに使用する照明器具、電気工学への知識など、学習分野は多岐にわたる。テレビ収録における照明作業は、一番早くにスタジオに入り、撤収作業は最後までかかることが多い。照明器具はカメラや音声などに比べ重く、台数も多く、熱いため、体力勝負の重労働である。
テレビ番組にはドラマ、音楽、中継、ドキュメンタリー、バラエティー、ニュースなどあり、またスタジオ、ロケ、中継など広範囲な収録形態をとる。そのため、幅広い知識と専門性、高い感性が要求される。また、時間的な制約も多く、フットワークの高さも必要である。一つの事象を深く理解するより、むしろ広い知識が要求される。
テレビ照明での照明スタッフは規模、番組、放送局などによって多少異なるが、概ね以下の通りである。

### ライティングディレクター(LD)
照明の責任者をライティングディレクター(LD)と呼ぶ。照明プラン、照明予算、照明スタッフなどを統括する。技術パートのチーフの1人である。番組によっては、ライティングデザイナーや照明技師と呼ぶこともあるが、同義である。スタジオ撮影時には副調整室（サブ）に入り、スタッフに指示を出す。

### ライティングオペレーター(LO)
LDの指示に従い、実際の照明操作を行うオペレーターをライティングオペレーターと呼ぶ。番組規模により人数はその都度変わるが、LO1、LO2、LO3など、順位により、その受け持ち業務が異なるのが普通である。

### 調光卓操作
スタジオ等で調光卓を操作するのは、LDもしくはLOが行うが、これは放送局、照明会社などの伝統により異なる。一般に操作するスタッフは「配電盤」「調光卓」「電気盤」「運転手」などと呼ばれることが多い。単に「卓」と呼ばれることもある。LDもしくはLO1が操作することが多く、映像バランスを一手に担っているため、たいへん重要な役職である。ムービングライトの操作とは別であるのが普通で、これはムービングオペレーターと呼ぶ。

### フロアーチーフ
スタジオ撮影時などは副調にいるLDの指示に従い、フロアーで他のLOに指示をだす現場責任者をフロアーチーフと呼ぶ。フロアにいるチーフカメラマンや助監督、フロアディレクター、美術などと調整を行いつつ収録を進める。経験豊富で人望の厚い事が必要である。LO1、LO2が担当する事が多い。

### その他のスタッフ
ムービングライトの操作関係、電飾関係（美術パートとなることが多い）、電源関係などがある。

## テレビスタジオの照明設備
テレビ撮影を目的としたスタジオには各放送局が持つスタジオやレンタルスタジオなどがある。

## テレビ撮影が主な技術プロダクション、照明会社
- アップサイド
- 日本テレビアート
- ティ・エル・シー
- フジ・メディア・テクノロジー（旧フジライティング・アンド・テクノロジイ）
- テレビ東京アート
- NHKメディアテクノロジー
- 共立
- サンライズアート
- テレテック
- プログレッソ
- ザ・ホライズン（旧東新）
- Kカンパニー
- 光影舎
- ラ・ルーチェ
- アーチェリープロダクション